# Flossie Wong-Staal
Flossie Wong-Staal, nascuda com a Yee Ching Wong, (黃以靜 pinyin: Huáng Yǐ jìng, Canton, Província de Guangdong, la Xina, 27 d'agost de 1947 - La Jolla, 8 de juliol de 2020), va ser una viròloga i biòloga molecular xinesa-estatunidenca, primera científica que va aconseguir clonar el virus d'immunodeficiència humana i determinar la funció dels seus gens, la qual cosa va contribuir en gran manera a comprovar que el VIH és la causa de la SIDA. Entre 1990 i 2002 va ser la presidenta de la divisió de Recerca de la SIDA a la Universitat de Califòrnia a Sant Diego (UCSD). Va ser cofundadora i, després de retirar-se de la UCSD, oficial científica en cap d'Immusol, després anomenada iTherX Pharmaceuticals el 2007, quan va canviar el seu camp d'estudi i va començar a especialitzar-se en medicaments contra l'hepatitis C.

## Primers anys
Nascuda com a Yee Ching Wong a la Xina, el 1947, Flossie Wong-Staal va emigrar a Hong Kong juntament amb la seva família després de l'avanç del comunisme a la Xina continental a la fi de la dècada de 1940. A Hong Kong, Wong-Staal va assistir a un col·legi catòlic de nenes, on va ser una alumna excel·lent, especialment en les matèries de ciències. Els seus mestres li van recomanar que emigrés als Estats Units per a realitzar una carrera universitària i van aconsellar a la seva família que canviés el nom de la nena per un d'anglès, amb l'objectiu de facilitar-li la vida a occident. El seu pare va triar el nom de Flossie per una tempesta que havia assotat la zona poc temps abans.
Quan va fer divuit anys, Wong-Staal va abandonar Hong Kong per anar a la Universitat de Califòrnia a Los Angeles, on va cursar la carrera de bacteriologia. Quan va tenir el títol, va fer un doctorat en biologia molecular, que va acabar el 1972. Va continuar el seu treball post-doctoral a la Universitat de Califòrnia a Sant Diego, on va estar-se uns quants anys.

## Carrera professional
Wong-Staal va treballar a la UCSD fins al 1974, quan va decidir començar a treballar per a Robert Gallo al National Cancer Institute (NCI), on es va dedicar a l'estudi dels retrovirus.
El 1983, Wong-Staal, Gall i el seu equip de científics de l'NCI van identificar el VIH com el causant de la SIDA, de manera simultània amb Luc Montagnier. Dos anys més tard, Wong-Staal va clonar el virus i va completar-ne el mapa genètic. Aquesta labor va possibilitar desenvolupar tests de VIH.
El 1990, un equip d'investigadors liderats per Wong-Staal va estudiar els efectes que tindria la proteïna Tat dins de la soca VIH-1 en el creixement de les cèl·lules que es troben dins de les lesions causades pel sarcoma de Kaposi, molt comunes en els pacients de SIDA. Wong-Staal va afer servir un tipus d'anàlisi cel·lular coneguda com a radioinmunoprecipitació per a detectar la presència de lesions causades pel sarcoma de Kaposi en un grup de cèl·lules amb diferents quantitats de la proteïna Tat. Els resultats d'aquestes proves van mostrar que la quantitat de proteïna Tat dins d'una cèl·lula infectada per la soca VIH-1 té correlació directa amb la quantitat de lesions causades pel sarcoma que pugui tenir un pacient. Aquests descobriments van ser essencials per a desenvolupar nous tractaments aptes per als pacients de VIH/SIDA que sofreixen aquestes lesions.
Poc després, Wong-Staal va passar de l'NCI a la UCSD. Allí va continuar el seu treball relacionat amb el virus d'immunodeficiència humana i la SIDA, i el 1994 va ser elegida presidenta del Centre per a la Recerca de la SIDA de la universitat. Aquest mateix any va ser escollida membre de l'Institut de Medicina de les Acadèmies Nacionals dels Estats Units.
Durant tota la dècada de 1990, Wong-Staal es va abocar a l'estudi de la teràpia gènica i va utilitzar una ribozima "ganivet molecular" per a inhibir el virus d'immunodeficiència humana en cèl·lules mare. El protocol que va desenvolupar va ser el segon a rebre fons del govern estatunidenc.
El 2002, Wong-Staal es va retirar de la UCSD i va passar a ser-ne professora emèrita. Més tard es va unir a Immusol, una companyia biofarmacéutica que havia cofundat en els seus anys universitaris, com a oficial científica en cap. Wong-Staal va canviar l'enfocament de la companyia perquè es concentrés en els medicaments per a combatre l'hepatitis C i la va canviar de nom per anomenar-la iTherX Pharmaceuticals. Aquest mateix any, la revista Discover la va reconèixer com una de les cinquanta dones científiques més extraordinàries. Wong-Staal va continuar treballant com a professora de recerca en la carrera de Medicina de la UCSD.
El 2007, The Daily Telegraph va situar Wong-Staal en el lloc número 32 de la seva llista Top 100 Living Geniuses.
Va morir als setanta-dos anys el 8 de juliol de 2020 en el centre mèdic Jacobs, a La Jolla, a causa d'una pneumònia.